# Jim Sorgi
James Joseph "Jim" Sorgi, Jr. (3 de dezembro de 1980, Fraser, Michigan) é um ex-jogador de futebol americano, que atuava na posição de quarterback na National Football League. Como profissional, ele foi o backup (reserva) do QB Peyton Manning no Indianapolis Colts e do também QB Eli Manning no New York Giants.

## Carreira no High School
Jim Sorgi estudou na Fraser High School em Fraser, Michigan, onde jogou football, basquete e beisebol. No futebol americano, ele foi nomeado duas vezes MVP e, em seu segundo ano, recebeu várias honrars entre elas uma nomeação do USA Today para o time All-USA . No beisebol, ele tinha um aproveitamento no bastão superior a 45%. Jim Sorgi se formou na Fraser High School em 1999.

## College Football
Jim Sorgi jogou futebol americano pelos Wisconsin Badgers, time da University of Wisconsin-Madison. Sorgi foi o melhor em Wisconsin no Rating (índice de produtividade) de Carreira com 141,2, tem o maior número de touchdowns em um jogo da faculdade(5) e o 6° em jardas na história da Universidade de Wisconsin.

## NFL

### Indianapolis Colts
Jim Sorgi foi escolhido no sexto round do draft de 2004 pelo Indianapolis Colts. Desde então provou-se ser um excelente back-up para Peyton Manning. A primeira vez que Sorgi entrou em uma partida como profissional foi contra o Denver Broncos onde ele completou 17 de 29 passes para 175 jardas e um touchdown. Na temporada de 2005, ele ganhou mais tempo de jogo e ele acertou 42 de 61 passes com 444 jardas além de 3 Touchdowns e 1 interceptação.
Em 2008, enquanto Manning se recuperava de uma cirurgia no joelho por causa de uma bursa, Sorgi atuou como titular apenas na pré-temporada mas na semana 1 contra o Chicago Bears, Peyton manning já estava teoricamente 100%.
Em 9 de dezembro de 2009, Sorgi foi colocado no injured reserve devido a uma distensão na coxa direita.
Sorgi foi cortado do time em 5 de março de 2010.

### New York Giants
Sorgi assinou com o New York Giants em 9 de março de 2010. Ele foi o reserva do irmão de Peyon, Eli Manning. Ao fim da temporada, ele foi dispensado.

## Vida pessoal
Sorgi e sua esposa, Lana, residem com seus filhos, James III e Jackson, em Brownsburg, Indiana.

## Ligações Externas
- Site oficial